# Mjeh
Mjeh (deutsch: Schlauch) war eine serbische Masseneinheit (Gewichtsmaß) für Wein, Käse und andere Handelsgüter. Das Maß, besonders in der Region Prizren (heute eine Region im Kosovo) steht in der Bedeutung von „Schlauch“. Käse wurde in diesen Schläuchen aus Ziegen- oder Schafshaut gehandelt. 
- 1 Mjeh Käse = 120 Pfund